# Aegisub
Aegisub — кроссплатформенный редактор субтитров с открытым исходным кодом. Популярен среди фансаберов. Имеет расширенные возможности по созданию караоке. Включает в себя проверку орфографии и редактор переводов. Поддерживает в качестве субтитров SRT, ASS, SSA, SUB, XSS, PSB и форматированный TXT. Для тайминга в неё можно загрузить аудиофайлы в форматах WAV, MP3, OGG Vorbis, FLAC, MP4, AC3, AAC и MKA, видеофайлы — в форматах AVI, AVS, D2V, MKV, OGM, MP4, MPEG, MPG и VOB. Имеет возможность работы с анаморфным видео.

## Возможности
- Наличие «горячих клавиш» для часто используемых операций.
- Автоматическое сохранение проекта во время работы.
- Неограниченное число шагов отката (возврата действия — UNDO/REDO)
- Встроенная проверка орфографии и ассистент перевода.
- Возможность автоматизации с помощью Lua скриптов.
- Поддержка кодировок UTF-7, UTF-8, UTF-16.
- Доступна для Windows, Mac OS и UNIX.

## Aegisub от wangqr
Aegisub (wangqr) - форк проекта Aegisub, созданный wangqr в сентябре 2019 после фактического прекращения разработки основного проекта. Основан на последней на тот момент ревизии r8942. Содержит исправления и новые функции. Такие, как: выравнивание субититров по хардсабу, вывод многоканального аудио в Windows по средствам XAudio2.